# Aurotalis hermione
Aurotalis hermione là một loài bướm đêm trong họ Crambidae.